# قائمة الأفلام المصرية سنة 2003
هذه قائمة بالأفلام المصرية لعام 2003 مرتبة أبجديا

## قائمة الأفلام
| اسم الفيلم          | إخراج           | بطولة                                                                                                 | ملاحظات |
| ------------------- | --------------- | --- | --- |
| أول مرة تحب يا قلبي | علاء كريم       | تامر عبد المنعم - جالا فهمي - طارق عبد العزيز - لطفي لبيب - بسام رجب                                  | |
| إزاي البنات تحبك    | أحمد عاطف       | هاني سلامة - محمد رجب - أحمد عيد - نور - سمية الخشاب - هند صبري                                       | |
| إوعى وشك            | سعيد حامد       | أحمد رزق - أحمد عيد - منة شلبي - حنان مطاوع - طلعت زكريا                                              | |
| التجربة الدنماركية  | علي إدريس       | عادل إمام - نيكول سابا - خالد سرحان - مجدي كامل - تامر هجرس                                           | |
| اللي بالي بالك      | وائل إحسان      | محمد سعد - عبلة كامل - حسن حسني                                                                       | |
| المشخصاتي           | فخر الدين نجيدة | تامر عبد المنعم                                                                                       | |
| بحبك وأنا كمان      | محمد النجار     | مصطفى قمر - سمية الخشاب                                                                               | |
| حرامية في تايلاند   | ساندرا نشأت     | كريم عبد العزيز - حنان ترك - ماجد الكدواني                                                            | |
| حفار البحر          | عادل الأعصر     | فاروق الفيشاوي - فرح                                                                                  | |
| ديل السمكة          | سمير سيف        | عمرو واكد - حنان ترك                                                                                  | |
| سلام مربع للستات    | عبد الهادي طه   | يونس شلبي - ميمي جمال                                                                                 | |
| سهر الليالي         | هاني خليفة      | أحمد حلمي - حنان ترك - منى زكي - جيهان فاضل - علا غانم - فتحي عبد الوهاب - خالد أبو النجا - شريف منير | حاز الفيلم على جائزة التمثيل لأفضل ممثلة وممثل قد مُنحت لمجموعة ممثلي الفيلم في بينالي السينما العربية، ودخل التصفيات قبل الأخيرة لجائزة الأوسكار العالمية |
| عايز حقي            | أحمد نادر جلال  | هاني رمزي - هند صبري - وحيد سيف - عصام كاريكا                                                         | |
| عسكر في المعسكر     | محمد ياسين      | محمد هنيدي - لقاء الخميسي - ماجد الكدواني - صلاح عبد الله                                             | |
| فيلم هندي           | منير راضي       | أحمد آدم - صلاح عبد الله - منة شلبي - رشا مهدي - يوسف داوود - عادل الفار                              | |
| قصاقيص العشاق       | سعيد مرزوق      | نبيلة عبيد - حسين فهمي - دنيا - ياسر جلال                                                             | |
| كلم ماما            | أحمد عواض       | عبلة كامل - منة شلبي - مي عز الدين - دنيا - حسن حسني - أحمد زاهر                                      | |
| من نظرة عين         | إيهاب لمعي      | عمرو واكد - منى زكي - بسمة                                                                            | |
| ميدو مشاكل          | محمد النجار     | أحمد حلمي - شيرين عبد الوهاب - حسن حسني - رامز جلال - محمد لطفي - نشوى مصطفى                          | |
| هروب مومياء         | مراد اكتاش      | ماجد المصري - نيللي كريم - فتحي عبد الوهاب                                                            | |